# Teutonic
Die Teutonic war ein britisches Passagierschiff der White Star Line. Sie galt als besonderes Schiff, das zu seiner Zeit viele Maßstäbe setzte. Sie war außerdem das letzte Schiff der White Star Line, welches Inhaberin des Blauen Bands werden konnte.

## Vorgeschichte
Gegen Ende der 1880er Jahre war die Great Eastern (Bj. 1858) das größte Schiff der Welt, auch wenn der Liner bereits aus dem allgemeinen Liniendienst ausgeschieden war und nahe Liverpool auflag, wo er im August 1888 abgewrackt wurde.
Das schnellste Schiff der Zeit und Inhaber des Blauen Bandes, war die Etruria (Bj. 1885) der Cunard Line, welche eine durchschnittliche, den Atlantik überquerende, Geschwindigkeit von 19,56 Knoten, hatte. Aber im Jahre 1889 ging der Titel an die City of Paris (Bj. 1889) der Inman Line, mit ihrer Durchschnittsgeschwindigkeit von 20,1 Knoten.
Die White Star Line und ihr Direktor Thomas Ismay, Vater von Bruce Ismay, waren zu damaliger Zeit noch sehr daran interessiert, den Titel für das schnellste Schiff auf der Transatlantikroute zu besitzen. Daher gab er bei der Hauswerft Harland & Wolff den Auftrag zum Bau zweier Schiffe, welche eine allgemeine Dienstgeschwindigkeit von mehr als 20 Knoten haben sollten und somit fähig zu sein, das Blaue Band zu erringen.

## Bau und Schiffsdaten
Das erste Schiff des Duos erhielt den Namen Teutonic (Bj. 1889). Es wurde, als erstes Schiff der White Star Line, mit zwei Dreifachexpansions-Maschinen, welche zwei Schrauben antrieben, ausgestattet. Die Teutonic war auch das erste Schiff der Welt, welches ohne die bis dahin üblichen Segel ausgestattet wurde. Man vertraute allein auf die Kraft der Dampfmaschinen und dem Geschick des Schiffbauingenieurs Alexander Carlisle, welcher 20 Jahre später die Olympic-Klasse mit entwarf.
Das Schiff hatte eine Länge von 177,7 m, eine Breite von 17,6 m und eine Gesamtgröße von 9984 BRT. Insgesamt konnten 1490 Passagiere in den üblichen drei Klassen befördert werden.
Der Kiel der Teutonic wurde im März 1887 in Belfast gelegt. Das Schiff wurde so gebaut, dass man es im Falle eines Krieges innerhalb von 24 Stunden zu einem bewaffneten Hilfskreuzer umbauen konnte. Es war damit das erste so gebaute Schiff in der Geschichte der englischen Seefahrt und wurde auch als solches beim Goldenen Thronjubiläum der britischen Königin Victoria, wo die Teutonic als voll ausgerüsteter Hilfskreuzer, unter anderem mit acht Schnellfeuerkanonen sowie acht Maschinengewehren, ihre Aufwartung machte, geehrt.
Diese Anpassungsfähigkeit war Teil der Vereinbarung zwischen der White Star Line und der britischen Admiralität, welche den Bau der beiden Schiffe mit mehreren Millionen Pfund subventionierte.
Der Stapellauf fand am 19. Januar 1889 statt. Das Schiff kam anschließend ins Trockendock, wo es zum 25. Juli 1889 vollendet wurde. Die Teutonic fuhr dann nach Spithead/England zur Marineparade, im Rahmen der bereits genannten Feierlichkeiten und wurde dort vom Prince of Wales und dem deutschen Kaiser Wilhelm besichtigt. Der Kaiser soll so begeistert gewesen sein, dass er gesagt haben soll „Wir müssen auch so etwas haben“, die Geburtsstunde des ersten deutschen Expressliners Kaiser Wilhelm der Große (Bj. 1897).

## Jungfernfahrt
Die Teutonic, nun wieder von ihren Waffen befreit, absolvierte ihre Jungfernfahrt zwischen Liverpool und New York am 7. August 1889 und ersetzte dabei die in die Jahre gekommene RMS Baltic (I) (Baujahr 1871). Aber der neue Liner war nicht in der Lage, der City of Paris das Blaue Band abzujagen. Dies schaffte erst ihr Schwesterschiff Majestic (Bj. 1890) 1890. Dies stellte die Fähigkeiten dieser Schiffe unter Beweis und nur ein Jahr später errang auch die Teutonic das Blaue Band für die schnellste Atlantiküberquerung, mit einer Durchschnittsgeschwindigkeit von 20,5 Knoten.

## Unfälle
Im Jahre 1898 kam es im Hafen von New York zu einem weiteren Unfall, als die Teutonic mit einem US-Transporter kollidierte. Beide Schiffe trugen aber nur kleinere Schäden davon und waren rasch wieder im Dienst. Bereits ein Jahr zuvor hatte die Teutonic an fast gleicher Stelle einen Lastkahn gerammt, der dadurch sank.

## Bedeutende Passagiere
Im Juni 1900 bekam die Teutonic durch Reisegast John Pierpont Morgan, der sich mit seiner Tochter als Passagier an Bord befand, hohen Besuch. Seine Reise diente der Entscheidungsfindung zur Übernahme bzw. dem Kauf der White Star Line.

## Im Burenkrieg
Im Winter desselben Jahres wurde das Schiff als Truppentransporter im Burenkrieg verwendet, kehrte aber nach Ende des Krieges ohne nennenswerten Schäden wieder in ihren Dienst zurück und blieb weiterhin auf der Route Liverpool–New York.

## Nach dem Burenkrieg
Doch dem Schiff war keine lange Ruhe beschert, denn die Teutonic geriet im Februar 1901 in ein schweres Seebeben, das erhebliche Schäden an den Deckaufbauten verursachte. Jedoch gab es keine Toten, sondern nur Leichtverletzte und zwei Schwerverletzte. Letztere waren die beiden Matrosen, welche im Krähennest ihren Dienst versahen und durch die Welle auf das Oberdeck geschleudert wurden.
Ein weiterer Vorfall ereignete sich am 28. Juli 1905, als auf der Teutonic in einem Schaltraum für die Elektrik des Schiffes ein Feuer ausbrach. Man benötigte über zwei Stunden, um es unter Kontrolle zu bekommen und zu löschen. Auch hier entstand kein nennenswerter Personenschaden, jedoch musste der Liner die Reise abbrechen und nach New York zurückkehren.
1907 verlegte die White Star Line ihren Haupthafen von Liverpool nach Southampton und die Teutonic absolvierte ihre erste Überfahrt vom neuen Hafen aus am 12. Juni 1907.
Vier Jahre später wurde das Schiff umfassend renoviert und nach den neusten Standards für Passagierschiffe ausgerüstet. Sie ging in den Liniendienst der White Star–Dominion Line über, einem hundertprozentigen Tochterunternehmen der White Star Line, und fuhr auf der Route Liverpool-Quebec-Montreal-Maine (Portland).
Doch das einst so stolze Schiff hatte seinen Zenit überschritten. Das Blaue Band hatte sie nur ein Jahr halten können, bevor es wieder ein Schiff der Inman Line schaffte, eine schnellere Atlantiküberquerung zu absolvieren. Dann gab es mittlerweile erheblich größere und schönere Schiffe, was zur Folge hatte, dass kaum ein gut betuchter Passagier mehr auf der Teutonic reisen wollte und die White Star Line sich deshalb 1913 entschied, das Schiff in ein Zwei-Klassen-Schiff (2. + 3. Klasse) umzuwandeln.

## Im Ersten Weltkrieg
1914, im 25. Dienstjahr der Teutonic, brach der Erste Weltkrieg aus und man benötigte nun jede Schiffstonnage, die man bekommen konnte. So kam es, dass das Schiff als bewaffneter Hilfskreuzer, zusammen mit der Celtic (Bj. 1901) und der Cedric (Bj. 1903), in der 10. Hilfskreuzerstaffel der Royal Navy zum Einsatz kam.
Vor allem die Teutonic war gefragt, da die Aquitania (Bj. 1914) von Cunard Line nach einer Kollision mit der RMS Canadian (Bj. 1900) von der Leyland Line, beschädigt worden war und somit vorerst für den Kriegsdienst ausfiel.
Das Schiff absolvierte dabei unter anderem Truppentransporte von Großbritannien nach Alexandria. Doch nur bis 1916 war die Teutonic im aktiven Dienst, denn ab da wurde sie größtenteils nur noch als Reserveschiff bzw. als Geleitschiff gehalten, da sich genug andere Tonnage im Dienst befand. Sie wurde weiter von der White Star Line bereedert, stand aber dabei unter dem Kommando der britischen Admiralität.
Zum Ende des Krieges transportierte sie die Truppen des Empire wieder zurück in die Heimat.

## Nach dem Krieg
Nach dieser Zeit wurde sie in Cowes Roads, einem Hafen auf der englischen Isle of Wight, aufgelegt und zum Verkauf angeboten, da die Reederei nicht bereit war, die hohen Kosten der Instandsetzung und Modernisierung des nunmehr 32 Jahre alten Schiffes auszugeben.
Erst 1921 wurde das Schiff an eine niederländische Firma zum Abwracken verkauft und nach Rotterdam geschleppt. Dort wiederum verkaufte man das Schiff weiter nach Deutschland. Im Mai 1921 begann die letzte Reise der Teutonic, welche von Rotterdam nach Emden führte, wo der Liner noch einmal aufgelegt und dann dort im August 1921 verschrottet wurde.